# پولیس قبرس
پولیس قبرس (به یونانی: Πόλη Χρυσοχούς) شهری است شمال غرب قبرس و  ساحل خلیج  کریستوکوس قرار گرفته است . پولیس قبرس بر ویرانه‌های باستانی شهر ماریون شکل گرفته است .   

## جاذبه‌های توریستی
- صومعه سنت دیمیتری
- موزه باستان‌شناسی
- پارک شهرداری پولیس قبرس
- کمپ کریستوکوس
- پلاژ پولیس قبرس
- پلاژ برهنگی